# Норидж
Но́ридж, Но́рвич  (англ. Norwich; англ. произношение: о файле/ˈnɒrɪdʒ, ˈnɒrɪtʃ/) — город (сити) на реке Уэнсум в Восточной Англии, расположенный приблизительно в 165 км к северо-востоку от Лондона. Является региональным административным центром Восточной Англии и главным городом графства Норфолк. В период от средневековья до промышленной революции Норидж был одним из наиболее важных и крупнейшим городом Англии после Лондона.

## История

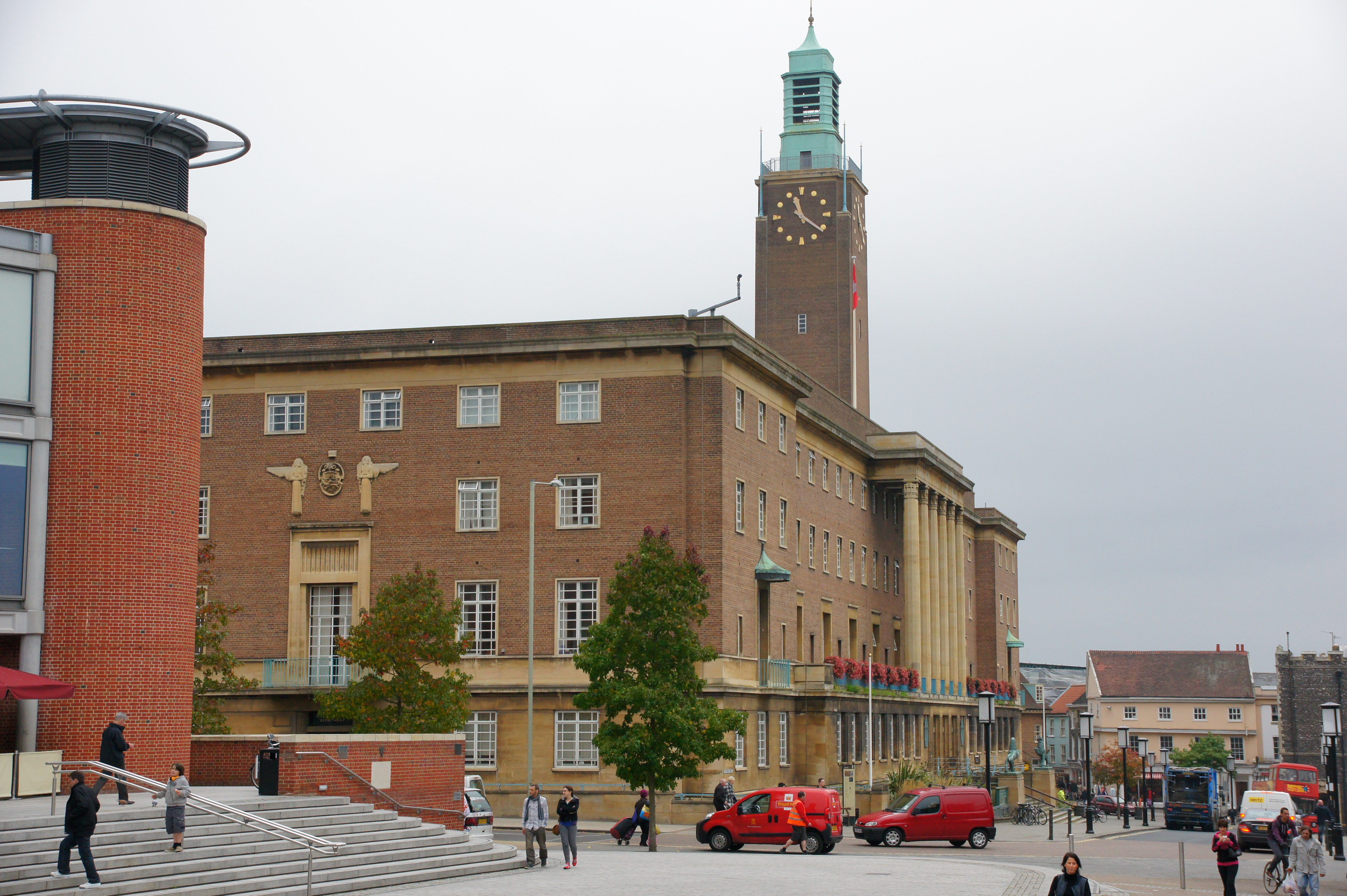
Городская ратуша

Нет никаких данных о том, что территория города была населена до вторжения саксов, которые в VII веке основали село Norðwic («северное поселение»), разорённое датчанами в 1004 году.
Первая городская хартия относится к 1158 году. В Средние века Норидж был одним из самых процветающих городов провинциальной Англии, наряду с Бристолем и Йорком. В городе и его окрестностях действовало множество шерстепрядилен, работали на которых фламандцы, приехавшие в Норфолк по приглашению короля Эдуарда III в 1336 году. Приток эмигрантов из Испанских Нидерландов усилился во время Нидерландской революции, так что к 1579 году из 16-тысячного населения Нориджа каждый третий был иностранцем.
Памятниками экономического благополучия тех лет являются многочисленные старинные церкви (их сохранилось не менее тридцати) и Нориджская ратуша, построенная в XV веке по образцу аналогичных сооружений во Фландрии. Нориджский собор Троицы начал строиться вскоре после Норманского завоевания, о чём свидетельствует архитектура апсиды и нефа, весьма близкая романским храмам Северной Франции. Просторная аркада-клуатр (одна из самых больших в стране) и каменный шпиль XV века (один из самых высоких в Англии, высота 96 м) — характерные образцы готического зодчества. В Нориджском замке XII века помещается собрание местного музея, особенно богатое полотнами художников нориджской школы пейзажистов (начало XIX века).
Значение города пошатнулось в XVIII веке, в связи с экономическим подъёмом Манчестера, Глазго и других промышленных центров на севере страны. В настоящее время в Норидже развита преимущественно обувная промышленность. В 1964 году был учреждён Университет Восточной Англии. Из культурных учреждений в Норидже имеется небольшой театр.

## Население
| 171 304 | ↗ 173 870 | ↗ 186 682 | ↗ 195 761 |

Этно-расовый состав города
По результатам переписи населения Соединённого королевства в 2011 году:
- Белые — 90,84 % (британцы — 84,70 %, ирландцы — 0,76 %, другие белые — 5,38 %)
- Выходцы из Азии — 4,90 % (индийцы — 1,27 %, китайцы — 1,27 %, арабы — 0,49 %, бенгальцы — 0,41 %, пакистанцы — 0,19 %, другие азиаты — 1,27 %)
- Метисы — 2,29 % (белые и азиаты — 0,66 %, белые и чёрные карибцы — 0,52 %, белые и чёрные — 0,50 %, другие метисы — 0,62 %)
- Чёрные — 1,62 % (афробританцы — 1,30 %, чёрные карибцы — 0,21 %, другие чёрные — 0,32 %)
- Другие и не указавшие — 0,35 %.

Религиозный состав
Статистические данные по религии на 2011 год, в городе Норидж и в общем в графстве Норфолк:
| Религия                           | Норидж  | Норфолк |
| --------------------------------- | ------- | ------- |
| Христиане                         | 44,91 % | 60,98 % |
| Мусульмане                        | 1,97 %  | 0,59 %  |
| Индусы                            | 0,77 %  | 0,27 %  |
| Буддисты                          | 0,74 %  | 0,34 %  |
| Иудеи                             | 0,18 %  | 0,11 %  |
| Сикхи                             | 0,13 %  | 0,05 %  |
| Другие                            | 0,67 %  | 0,46 %  |
| Не указавшие определённую религию | 8,17 %  | 7,56 %  |
| Нерелигиозные                     | 42,46 % | 29,64 % |

По данным переписи 2011 года, Норидж был признан наименее религиозным городом в Англии, с наибольшей долей нерелигиозных людей (42,3 %), по сравнению со средним показателем в Англии — 24,7 %.

## Спорт
Футбольный клуб «Норвич Сити», базирующийся в Норидже, выступает в Чемпионшипе.

## Города-побратимы
Норидж является городом-побратимом следующих городов:
- Нови-Сад, Сербия
- Руан, Франция
- Кобленц, Германия

## Известные уроженцы
Родившиеся в Норидже